# Sugar (chanson de Natalia Gordienko)
Pour les articles homonymes, voir Sugar.
Chansons représentant la Moldavie au Concours Eurovision de la chanson
Prison
(2020)
Singles de Natalia Gordienko
Prison
(2020)
SUGAR est une chanson interprétée par Natalia Gordienko. 
Elle est sélectionnée pour représenter la Moldavie au Concours Eurovision de la chanson 2021, à l'issue d'une sélection interne, le 4 mars 2021.